# Окулярек рудочубий
Окуля́рек рудочубий (Rhegmatorhina cristata) — вид горобцеподібних птахів родини сорокушових (Thamnophilidae). Мешкає в Колумбії і Бразилії.

## Опис
Довжина птаха становить 14-15 см. У самців верхня частина голови і "комір" рудувато-каштанові, на тімені короткий чуб. Навколо очей кільця голої блідо-сизуватої шкіри. Верхня частина тіла, крила і хвіст оливково-коричневі, крила мають руді краї. Передня частина голови, щоки і горло чорні, нижня частина тіла рудувато-каштанова, знизу темно-оливково-коричнева. У самиць на спині і покривних перах крил є чорні смуги.

## Поширення і екологія
Рудочубі окуляреки мешкають на південному сході Колумбії (Ваупес, схід Какети і північ Амасонасу) і на північному заході Бразильській Амазонії (вздовж річки Ваупес на схід до Ріу-Негру і на південь до річки Жапура і Національного парка Жау. Вони живуть в підліску вологих рівнинних тропічних лісів терра-фірме. Зустрічаються поодинці, парами або сімейними зграйками, на висоті до 350 м над рівнем моря. Іноді приєднуються до змішаних зграй птахів разом з білогорлими грімпарами. Слідкують за переміщенням кочових мурахі ловлять дрібних безхребетних, які тікають зі шляху пересування мурах.